# 한광복
한광복(韓光福, 1946년 3월 18일 ~ )은 조선민주주의인민공화국의 정치인이다. 전 내각 부총리 겸 전자공업상이며, 조선로동당 중앙위원회 정치국 위원이다. 최고인민회의 제12기 대의원이다.

## 경력
1946년에 태어났다. 김책공업대학을 졸업했으며, 1990년 4월 기계공업부 부부장에 임명되었다. 1998년 11월 금속기계공업성 부상을 거쳐 2005년 7월, 내각의 기계공업성 부상에 올랐다. 2009년 4월 전자공업상에 임명되었으며, 2010년 6월부터 내각 부총리를 맡고 있다. 2010년 9월, 조선로동당 중앙위원회 위원에 선임되었다.

## 최고인민회의 대의원
1998년 7월 최고인민회의 제10기 대의원과 2003년 9월 제11기 대의원을 연이어 지냈다. 보궐선거를 통해 2010년 6월이후 제12기 대의원을 맡고 있다.

## 기타
2010년 조명록 사망, 그리고 2011년 김정일 사망 당시에 국가 장의위원회 위원을 맡았다.

## 같이 보기
- 조선민주주의인민공화국의 총리